# 立花橋 (東海北陸自動車道)

立花橋（たちばなばし）は、岐阜県美濃市の長良川にかかる東海北陸自動車道の橋である。美濃IC - 古城山PAに位置する。東海北陸自動車道の長良川にかかる橋では一番下流側にある。

## 概要
1期橋（下り）
- 路線名 - 東海北陸自動車道
- 形式 - PC4径間連続ラーメン箱桁橋
- 橋長 - 352.000 m
  - 支間割 - (41.750 m＋92.000 m＋139.500 m＋77.250 m)
- 基礎 - 杭基礎、直接基礎、大口径深礎
- 供用開始 - 1994年（平成6年）
- 発注者 - 日本道路公団名古屋建設局美濃工事事務所

2期橋（上り）
- 路線名 - 東海北陸自動車道
- 形式 - PC4径間連続ラーメン箱桁橋
- 橋長 - 359.032 m
  - 支間割 - (42.970 m＋94.936 m＋150.977 m＋66.499 m)
- 幅員
  - 総幅員 - 11.090 m - 10.100 m
  - 有効幅員 - 10.060 m - 9.070 m
- 施工 - ピーシー橋梁・興和コンクリート[注釈 2]共同企業体
- 供用開始 - 2004年（平成16年）
- 発注者 - 日本道路公団岐阜工事事務所

岐阜県美濃市保木脇 - 美濃市立花に位置する。立花橋の下は起点側から国道156号・美濃市道中切新部線・長良川鉄道越美南線・長良川・岐阜県道291号御手洗立花線が通る。特に長良川鉄道越美南線は橋桁に対して約30度に交差する。終点側には立花トンネルがある。

## 特徴
現在の下り線の橋梁は連続ラーメン橋としては支間に対して橋脚が低く、さらに支間割り（橋脚間の距離の割り付け）が例を見ないほど不規則な構造である。この構造で橋脚に不安定なモーメントが発生しないよう左右非対称に荷重が掛かるように設計が行われた。さらに曲率半径550 mのS字型カーブがあるため、構造計算で骨組解析を行うにあたりねじりを評価し、主桁部鉄筋の配置計画に反映した。施工時は高架下を通過する道路や鉄道に落下物がないようワーゲン（移動式作業車）の中に設けられた防護設備で行い、更にP1の側径間の施工時に国道156号をまたぐ部分での防護として支保工では当時限界と考えられていた約15 mの吊り支保工を行った。この吊り支保工で側径間側に偏った荷重が掛かっていたため、もう片側の中央径間側に鋼材を載荷することで安定を確保した。P2橋脚部は用地買収が遅れたことでクリープによるたわみが起きたため、あげ越し（たわみを見越してあらかじめ橋などを高い位置で施工すること）は遅延分を反映して行われた。

## 歴史
- 1994年（平成6年）3月25日 : 美濃IC - 美並ICが暫定片側1車線で開通。立花橋も暫定片側1車線で供用開始される。
- 2004年（平成16年） : 美濃IC - 瓢ヶ岳PAの4車線化が完成。立花橋も4車線で供用開始される。